# ماریا د لوپز
María Guadalupe Evangelina de López یا ماریا گوادلوپ اونجلینا د لوپز (1881-1977) یک فعال آمریکایی در جنبش حق رأی زنان در کالیفرنیا بود. در دهه ۱۹۱۰، او در راهپیمایی‌هایی در کالیفرنیای جنوبی به مبارزات انتخاباتی می‌پرداخت و ترجمه می‌کرد، جایی که رای خواهان هزار جزوه را به زبان اسپانیایی توزیع کردند.

## اوایل زندگی
هنگامی که ماریا کوچک بود. آنها در سن گابریل زندگی می‌کردند. La casa vieja de lopez خانه پدربزرگ پدری ماریا بود. او در سال ۱۸۴۹ به این خانه آمد. اعضای خانواده او تا سال ۱۹۴۶ در این خانه بودند. وقتی ماریا بازنشسته شد به خانه اجدادی خود رفت. خانه او امروزه برای عموم قابل بازدید نیست. پدرش آهنگری به نام خوان نپومیچنو لوپز و مادرش گوادالوپه بود. او یک خواهر به نام ارنستینا دی لوپز داشت که او نیز تحصیل کرده بود. دختر بزرگ خانواده‌اش، بلن، در خانه زندگی می‌کرد و به‌عنوان خیاط کار می‌کرد و نتوانست به دنبال تحصیلات نرفت زیرا باید به خانواده کمک می‌کرد.
در سال‌های ۱۸۹۰ بچه‌های بزرگتر خانواده ازدواج کردند و خانه را ترک کردند که موجب اسانتر شدن وضعیت از نظر مالی برای پدر مادر ماریا بود و سبب شد که ماریا و ارنسیتا به مدرسه بروند. پدر آنها در سال ۱۹۰۴ از دنیا رفت و دو خواهر به سن گابریل بازگشتند تا با مادر خود زندگی کنند و اورا از طریق آموزش زبان اسپانیایی حمایت مالی کنند.